# Richard A. Finkelstein
Richard Alan Finkelstein (* 5. März 1930 in New York City) ist ein US-amerikanischer Mikrobiologe, der unter anderem über das Cholera-Toxin forschte.
Finkelstein studierte an der University of Oklahoma (Bachelor 1950) und der University of Texas, wo er 1952 seinen Master-Abschluss machte und 1955 in Bakteriologie promoviert wurde. Danach war er dort Instructor und 1958 bis 1967 Leiter der Bioassay-Abteilung am Walter-Reed-Forschungsinstitut der US Army. 1964 bis 1967 forschte er in Thailand über Cholera und hielt auch Vorlesungen an der Universität Bangkok. Ab 1967 war er Associate Professor für Mikrobiologie an der University of Texas (Health Science Center) in Dallas, ab 1974 mit einer vollen Professur. Gleichzeitig war er im Cholera-Beratungsgremium der National Institutes of Health. Seit 1979 ist er Professor an der University of Missouri-Columbia, wo er 2000 emeritierte.
Neben Cholera befasste er sich auch mit anderen Darmkrankheiten und Gonorrhoe sowie (in Publikationen mit seiner Ehefrau Mary Boesman-Finkelstein) mit der antimikrobiellen Wirkung von Milch.
1976 erhielt er den Robert-Koch-Preis.
Er ist seit 1976 mit Mary Boesman-Finkelstein verheiratet, die ebenfalls Biologin ist.

## Quelle
- Pamela Kalte u. a. (Herausgeber) American Men and Women of Science, 22. Auflage, Thomson Gale 2005

| Personendaten    | Personendaten                  |
| ---------------- | ------------------------------ |
| NAME             | Finkelstein, Richard A.        |
| ALTERNATIVNAMEN  | Finkelstein, Richard Alan      |
| KURZBESCHREIBUNG | US-amerikanischer Mikrobiologe |
| GEBURTSDATUM     | 5. März 1930                   |
| GEBURTSORT       | New York City                  |